# Gonostomatoidei
Sous-ordre
Les Gonostomatoidei sont un sous-ordre de poissons téléostéens de l'ordre des Stomiiformes.

## Liste des familles
Selon ITIS (7 décembre 2024) :
- famille des Gonostomatidae Cocco, 1838
- famille des Sternoptychidae Duméril, 1805

## Systématique
Le nom valide complet (avec auteur) de ce taxon est Gonostomatoidei.
Le WoRMS ne reconnait pas ce sous-ordre et rattache les familles des Gonostomatidae et des Sternoptychidae directement à l'ordre des Stomiiformes.